# 山本宗覚
山本 宗覚（やまもと そうかく、不明 - 1644年）は、 戦国時代から江戸時代前期の武士・猿楽師。山本正倶（正倫）、山本中務大輔重忠とも。

## 概要
熊本藩に伝わる『能口伝之聞書』には「若狭衆、観世小次郎弟子、山本中務云」とあり、若狭国出身で観世小次郎（観世元頼、観世長俊の嫡子）に師事していたことがわかる。
『綿考輯録』によると、元亀4年（1573年）の第二次淀古城の戦いにて初めて細川忠興に仕え、六つ鉄線紋を賜ったという。丹後国入国の際には二百石、関ヶ原の戦いの後には四百石に加増された。元和5年（1619年）に忠興がキリシタンであった加賀山隼人の処刑を決めた際には、討伐を命じられたという。翌年に忠興が出家した際には同時に剃髪し、宗の字を賜り宗覚と名乗り、忠興が亡くなる2年前（寛永19年、1644年）に病死した。
天正19年2月28日（1591年4月21日）に千利休が切腹した際には介錯人を務めた。
細川幸隆は宗覚に師事したという。